# Matsubushi
Matsubushi (松伏町, Matsubushi-machi) est un bourg du district de Kita-Katsushika situé dans la préfecture de Saitama, au Japon.

## Géographie

### Démographie
Au 1er décembre 2013, la population de Matsubushi s'élevait à 30 458 habitants répartis sur une superficie de 16,22 km2.